# Banisia tibiale
Banisia tibiale is een vlinder uit de familie venstervlekjes (Thyrididae). De wetenschappelijke naam van deze soort is voor het eerst geldig gepubliceerd in 1912 door Fryer.
De soort komt voor in tropisch Afrika.